# Subrogacja
Subrogacja (łac. subrogatio; inaczej podstawienie) – instytucja prawa cywilnego polegająca na wstąpieniu w prawa zaspokojonego wierzyciela. Wierzytelność może być spłacona przez osobę trzecią w całości lub do określonej wysokości. Cechą charakterystyczną cesji ustawowej jest nabycie praw przez osobę trzecią tylko do wysokości dokonanej zapłaty. Subrogacja regulowana jest przepisami art. 518 ustawy z dnia 23 kwietnia 1964 r. – Kodeks cywilny.
Instytucja subrogacji jest powszechnie stosowana w obrocie gospodarczym. W ostatnich latach coraz skuteczniej wykorzystywana jest również w sektorze ochrony zdrowia jako instrument służący restrukturyzacji finansowej SPZOZ i jest traktowana jako alternatywa dla pożyczki czy kredytu bankowego.
Instytucja finansowa, działając za uprzednią zgodą dłużnika – SPZOZ – oraz na wcześniej ustalonych warunkach, dokonuje spłaty jego wymagalnych zobowiązań. W tej sytuacji dłużnik dokonuje na rzecz instytucji finansowej zapłaty w ramach wcześniej przyjętego przez strony harmonogramu rozciągającego w czasie w sposób znaczny zapłatę za spłacone już przez instytucję finansową wierzytelności. 
Zaletą subrogacji jest jej akcesoryjność; oznacza to, że dłużnik jest zobowiązany wobec wierzyciela (finansującego) do wysokości faktycznie zaciągniętego, to jest spłaconego, zobowiązania. Dodatkowym atutem jest zazwyczaj kilkuletni harmonogram spłaty dostosowany do faktycznych możliwości płatniczych dłużnika, a wynikający z podejmowanych i realizowanych czynności restrukturyzacyjnych.